# LP 358-348
LP 358-348 (EPIC 247589423) — звезда в созвездии Телец, которая находится на расстоянии около 194 световых лет от Солнца. Вокруг неё обращаются, как минимум, три планеты. Звезда входит в рассеянное скопление Гиады. Также она гравитационно связана со звездой LP 358-348 B, образуя двойную систему.

## Характеристики
LP 358-348 — звезда 11,2 видимой звёздной величины, её не видно невооружённым глазом. Впервые она упоминается в каталоге Виллема Якоба Лейтена. Это оранжевый карлик с массой и радиусом, равными 71% и 71% солнечных соответственно. Температура поверхности звезды составляет около 4364 кельвинов. Её возраст оценивается приблизительно в 625—750 миллионов лет. Светимость звезды равна 0,164 солнечной светимости. Гравитационно связанная со звездой компонента LP 358-348 B представляет собой тусклый красный карлик спектрального класса M7/8V.

## Планетная система
В 2017 году командой астрономов, работающих с фотометрическими данными в рамках проекта Kepler-K2, было объявлено об открытии трёх планет в системе. Их радиусы приблизительно равны ~1, ~2,9 и ~1,5 радиусов Земли. Они обращаются очень близко к родительской звезде и имеют горячую атмосферу (либо поверхность). Другая группа астрономов почти одновременно объявила об открытии лишь одной планеты (LP 358-348 c) в системе, тем самым подтвердив её существование. Ниже представлена сводная таблица характеристик всех трёх планет.